# Brian Reynolds
 (juillet 2018).
Si vous disposez d'ouvrages ou d'articles de référence ou si vous connaissez des sites web de qualité traitant du thème abordé ici, merci de compléter l'article en donnant les références utiles à sa vérifiabilité et en les liant à la section « Notes et références ».
Pour les articles homonymes, voir Brian Reynolds (homonymie) et Reynolds.
Brian Reynolds est un concepteur de jeux vidéo.
En 2000, il fut l'un des fondateurs de la société Big Huge Games.

## Réalisations
- Colonization, conjointement avec Sid Meier  (MicroProse, 1994)
- Civilization II, avec la collaboration de Douglas Caspian-Kaufman et Jeff Briggs (MicroProse, 1996)
- Sid Meier's Alpha Centauri, avec la collaboration de Sid Meier (Firaxis Games, 1999)
- Rise of Nations (Microsoft, 2003)